# Гоанкур
Гоанкур (фр. Goincourt) је насељено место у Француској у региону Пикардија, у департману Оаза.
По подацима из 2011. године у општини је живело 1240 становника, а густина насељености је износила 190,18 становника/km².

## Демографија
| 1962. | 1968. | 1975. | 1982. | 1990. | 2011. |
| ----- | ----- | ----- | ----- | ----- | ----- |
| 680   | 861   | 1.073 | 1.253 | 1.186 | 1.240 |